# Sagrario Martínez Carrera
Sagrario Martínez Carrera (Madrid, 10 de maig de 1925 - 18 de desembre de 2011) va ser una doctora en química especialitzada en cristalografia vinculada al CSIC. La seva principal contribució a la ciència va ser l'automatització en el camp de la cristal·lografia.
Martínez va llicenciar-se l'any 1948 a la Universidad Complutense de Madrid i va doctorar-se l'any 1955, realitzant estades pre i post doctorals als Països Baixos i als Estats Units.
Va ser col·laboradora, investigadora i professora d'investigació del Departamento de Cristalografía del Instituto de Química Física Rocasolano del CSIC, on va ingressar a principis de la dècada de 1950. Va publicar més de 100 articles en revistes internacionals.
Va formar part del Grupo Español de Cristalografía y Crecimiento Cristalino, del Comité Español de Cristalografía, del Comité Científico Asesor del CSIC, i de la International Union of Crystallography (IUCr).